# Sienna Plantation
Sienna Plantation és una concentració de població designada pel cens dels Estats Units a l'estat de Texas. Segons el cens del 2000 tenia 1.896 habitants.

## Demografia
Segons el cens del 2000, Sienna Plantation tenia 1.896 habitants, 565 habitatges, i 510 famílies. La densitat de població era de 45,3 habitants per km².
Dels 565 habitatges en un 57,2% hi vivien nens de menys de 18 anys, en un 84,1% hi vivien parelles casades, en un 4,2% dones solteres, i en un 9,6% no eren unitats familiars. En el 8% dels habitatges hi vivien persones soles el 0,7% de les quals corresponia a persones de 65 anys o més que vivien soles. El nombre mitjà de persones vivint en cada habitatge era de 3,36 i el nombre mitjà de persones que vivien en cada família era de 3,56.
Per edats la població es repartia de la següent manera: un 35,6% tenia menys de 18 anys, un 5,1% entre 18 i 24, un 40,5% entre 25 i 44, un 16,2% de 45 a 60 i un 2,5% 65 anys o més.
L'edat mediana era de 32 anys. Per cada 100 dones de 18 o més anys hi havia 98,2 homes.
La renda mediana per habitatge era de 97.466 $ i la renda mediana per família de 100.310 $. Els homes tenien una renda mediana de 63.242 $ mentre que les dones 41.607 $. La renda per capita de la població era de 34.432 $. Aproximadament el 2,9% de les famílies i el 4,6% de la població estaven per davall del llindar de pobresa.

## Poblacions més properes
El següent diagrama mostra les poblacions més properes.